# CTOL

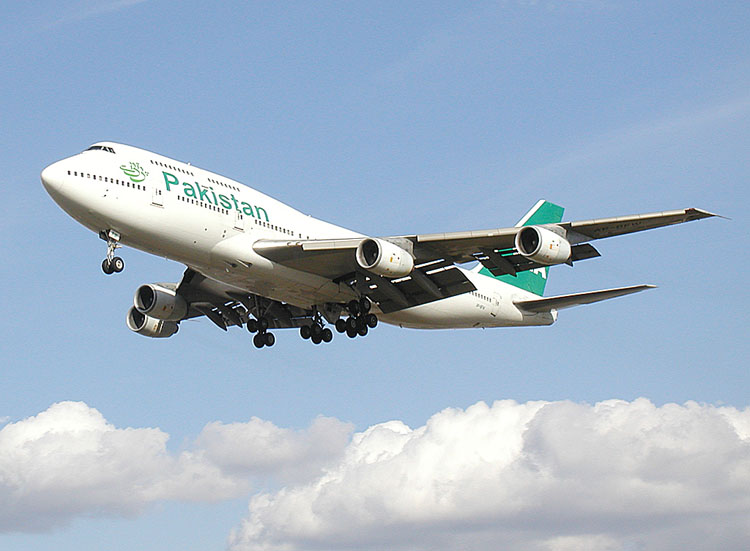
Un Boeing 747-300 in fase d'atterraggio. Il B-747 è un aereo CTOL.

Il decollo e atterraggio orizzontale, detto anche decollo e atterraggio convenzionale o CTOL (Conventional Take-off and Landing), è il processo convenzionale con cui gli aeromobili (come gli aerei passeggeri) decollano e atterrano utilizzando le piste. L'aereo percorre la pista finché non raggiunge una velocità adeguata poi sale in aria. Durante l'atterraggio il velivolo tocca terra mentre sta ancora viaggiando ad una velocità di avanzamento significativa. Gli idrovolanti usano l'acqua al posto delle piste.